# Womens Bay
Womens Bay est une localité d'Alaska (CDP) aux États-Unis dans le Borough de l'île Kodiak dont la population était de 719 habitants en 2010.

## Situation - climat
Elle est située sur la côte ouest de l'île Kodiak, à 13 km au sud de Kodiak, aux pieds de la montagne Old Womens, le long de la baie éponyme.
Le climat est maritime, avec des nuages fréquents et du brouillard. Le vent peut y être très fort de décembre à février. Les températures vont de −10 °C à 8 °C en janvier et de 4 °C à 24 °C en juillet.

## Histoire - activités
Habitée originellement par des colons, l'endroit a été repris par l'état et par le Borough de l'île Kodiak. La majorité des habitants sont des garde côtes avec leur famille, qui travaillent à Kodiak Station.

## Démographie
| 1990 | 2000 | 2010 | - | - | - |
| ---- | ---- | ---- | - | - | - |
| 620  | 690  | 719  | - | - | - |

## Sources et références
- (en) CIS

- (en) Cet article est partiellement ou en totalité issu de l’article de Wikipédia en anglais intitulé « Womens Bay, Alaska » (voir la liste des auteurs).

1. ↑  (en) « Statistiques des États-Unis - Alaska - Profils des communautés de 2010 » (consulté en avril 2021)